# Stenocline
Stenocline là một chi thực vật có hoa trong họ Cúc (Asteraceae).

## Loài
Chi Stenocline gồm các loài: